# NGC 4310
NGC 4310 este o galaxie lenticulară situată în constelația Părul Berenicei. A fost descoperită în 11 aprilie 1785 de către William Herschel. Se află la o distanță de 16 megaparseci de Pământ.